# Ong Kham
Ong Kham (* 1717 - † 1759, Lan Na) vương hiệu đầy đủ Somdet Brhat Chao Brhat Parama Khattiya Varman Raja Sri Sadhana Kanayudha, là vua thứ hai của Lan Xang Hom Khao (Luang Phrabang), trị vì từ năm 1713 đến năm 1723.
Ong Kham là con trai của Hoàng tử Indra Kumara và người vợ Lào là Kami (Kam). Ông kế vị vua Kingkitsarat, là anh họ và là cha vợ ông. Năm 1723 Ong Kham khi đang đi săn thì bị người anh em họ Inthasom phế truất.
Ong Kham chạy đến Lan Na và mất năm 1759 ở đó. Ông có bảy con trai và năm con gái, trong số đó có 2 người làm vua Lan Na.